# Nectandra ramonensis
Nectandra ramonensis Standl. – gatunek rośliny z rodziny wawrzynowatych (Lauraceae Juss.). Występuje naturalnie w Kostaryce oraz Panamie. 

## Rozmieszczenie geograficzne
Rośnie naturalnie na obszarze od środkowej części Kostaryki po prowincję Coclé w Panamie. 

## Morfologia
PokrójZimozielone drzewo.
LiścieMają podłużnie eliptyczny lub owalnie eliptyczny kształt. Mierzą 7–11,5 cm długości oraz 2,5–6 szerokości. Są skórzaste. Nasada liścia jest ostrokątna. Liść na brzegu jest całobrzegi. Wierzchołek jest spiczasty. Ogonek liściowy jest owłosiony i dorasta do 10 mm długości.
OwoceMają podłużny kształt. Osiągają 13 mm długości.

## Biologia i ekologia
Rośnie w suchych górskich lasach. 

## Ochrona
W Czerwonej księdze gatunków zagrożonych został zaliczony do kategorii VU – gatunków narażonych na wyginięcie. Duża część jego zasięgu znajduje się w Parku Narodowym La Amistad. Lasy, w których rośnie, były jednak niszczone w ciągu ostatnich dziesięcioleci. Głównym zagrożeniem jest presja ze strony rozwijającego się rolnictwa, zakładanie plantacji przemysłowych, projekty elektrowni wodnych.